# Nowopustynka
Nowopustynka (ukr. Новопустинка) – wieś na Ukrainie, w obwodzie donieckim, w rejonie pokrowskim, w hromadzie Pokrowsk. W 2001 liczyła 93 mieszkańców.